# 羽仁未央
羽仁 未央（はに みお、1964年2月29日 - 2014年11月18日）は、日本のエッセイスト、メディアプロデューサー。東京都出身。映画監督の羽仁進と女優の左幸子を両親に持ち、叔母は女優の左時枝。祖父は歴史学者の羽仁五郎で、祖母は婦人運動家の羽仁説子。曾祖父は第四十銀行創立者の森宗作とジャーナリストで自由学園創設者の羽仁吉一で、曾祖母は吉一と同じく自由学園創設者でジャーナリストの羽仁もと子。

## 来歴・人物
幼い頃から海外生活が長く、5歳から7歳をパリで、9歳から11歳を父親の製作したテレビドキュメンタリー番組動物家族の撮影に同行しケニアで過ごす。小学4年生の時に学校教育を否定し、話題になる。それ以後は学校に通わず、学校教育も受けず、家で教育を受ける。ホームスクーラーの先駆けとも言える存在。
10代の頃からコラムや映画の批評、短編小説、エッセイ等を執筆し1987年から香港在住。
1982年、ナンセンスSFコメディ「ヘリウッド」で映画に出演。1991年、香港映画「妖獣大戦」で監督と脚本を手掛けた。
1998年、香港が中国返還される頃にわたり、返還期の香港についてテレビ朝日系列のニュース番組『ニュースステーション』にてシリーズでレポート。しばらく、香港、シンガポール、日本を行き来しつつ活動していた。
このほかにも、アジア中心のドキュメンタリー番組などを制作。晩年はインターネットを主軸にして活躍しており、アジアチャンネル、MonjaKids.comなどのコミュニティーサイトを手掛け、香港に会社を持ち、日本と香港で主な活動を行っていた。
1999年、NPOのオルタナティブ大学であるシューレ大学のアドバイザーとなる。
2001年、実母の左幸子が死去したが、両親の離婚後は彼女と交流が無かったことを理由に、父親の羽仁進と継母で幸子の妹の喜美子と共に葬儀を欠席した。
2006年、荒戸映画事務所が製作した『ゲルマニウムの夜』（原作：花村萬月、監督：大森立嗣）にて、スーパーバイザーを務める。
2014年11月18日、肝不全のため東京都文京区の病院で死去。50歳没。墓所は雑司ヶ谷霊園。

## 著書
- MIOと11ぴきのネコ（羽仁みお 名義 新書館（For ladies） 1973年）
- 未央のびっくり箱（文化出版局 1977年8月）
- ネコの父へ人間のミオより（羽仁進共著 潮出版社 1978年2月）
- 親が知らない娘の本 言いにくい話しにくいことだらけ（青春出版社（プレイブックス） 1983年6月）
- 未央と合せて八百歳 羽仁未央のおしゃべりキャッチボール（第三文明社 1985年6月）
- 陽気な憂鬱症（朝日出版社（角本head's） 1986年2月）
- 香港は路の上（徳間書店（徳間文庫） 1989年3月）
- 夢見る場所は場所も夢見る（フレーベル館（クリエイティブウーマンシリーズ） 1992年7月）

## 映画
- 妖精の詩（うた）（1971年）：出演
- ヘリウッド（1982年）：出演
- プリティ・ボディ フランケンシュタインの恋（1988年）<OV>：脚本
- 妖獣大戦（1991年）<OV>：脚本/監督
- ゲルマニウムの夜（2005年）：スーパーバイザー
- 人間失格（2009年）：企画協力

## テレビ
- ルポルタージュにっぽん 翔んでる100歳 物集高量（NHK総合、1979年9月15日放送）：リポーター